# Melanagromyza appendiculata
Melanagromyza appendiculata este o specie de muște din genul Melanagromyza, familia Agromyzidae, descrisă de Mitsuhiro Sasakawa în anul 1992. Conform Catalogue of Life specia Melanagromyza appendiculata nu are subspecii cunoscute.